# 대령궁주
대령궁주(大寧宮主, ? ~ 1114년)는 고려의 왕족이다. 숙종과 명의왕후의 장녀이다. 대령공주(大寧公主)라고도 한다.

## 생애

### 가계
고려의 제15대 왕 숙종과 명의왕후의 장녀로, 언제 태어났는지는 분명하지 않다. 성은 왕, 본관은 개성이다. 예종 등과는 친남매간이며, 순종과 선종 등의 친조카이다.
대령궁주의 모후 명의왕후는 문하시중을 지낸 정주 유씨 유홍의 딸이다. 당시 왕비들이 대개 인천 이씨 출신이던 때에 태조의 신혜왕후, 정덕왕후에 이어 오랜만에 탄생한 정주(지금의 경기도 개풍군) 출신의 왕비이다.

### 공주 시절
1102년(숙종 7년) 정식으로 공주에 책봉되어 예물을 하사받았다. 이후 예종 즉위 후인 1105년(예종 즉위년) 음력 10월 30일 친자매들과 함께 궁전을 하사받았는데, 대령궁주에게는 대령궁(大寧宮)이 내려졌다. 그러나 대령궁에는 1105년 음력 12월 19일과 1106년(예종 원년) 음력 12월 30일에 잇달아 화재가 발생하였다고 기록되어 있다.
이후 대령궁주는 1114년(예종 9년)에 사망하였다. 호는 대령궁주(大寧宮主) 또는 대령공주(大寧公主)이며, 시호는 정목(貞穆)이다.

## 가족 관계
대령궁주는 진한공 왕유의 아들 회안백 왕기와 혼인하였다. 진한공은 문종의 아들로, 숙종의 이모인 인경현비 소생이다. 따라서 회안백과 대령궁주는 사촌이자 육촌이 되며, 이 둘의 혼인은 근친혼의 한 사례이다.
회안백은 예종 때 검교사공에 봉해졌다가, 대령궁주와 혼인한 후 검교사도 수사공 회안백에 봉해지고 식읍 2,000호와 식실 300호를 받았다. 그러나 훗날 최도원, 백사윤 등의 무리와 어울려 다니며 무뢰한 짓을 일삼다가 유배를 가게 되었고, 다시 개경으로 소환되었다가 1126년(인종 4년) 음력 2월 21일에 죽었다.
- 조부 : 고려 제11대 문종(文宗, 1019~1083, 재위:1046~1083)
- 조모 : 문종 제2비 인예왕후(仁睿王后, ?~1092)
  - 백부 : 고려 제12대 순종(順宗, 1047~1083, 재위:1083)
  - 백부 : 고려 제13대 선종(宣宗, 1049~1094, 재위:1083~1094)
    - 사촌 : 고려 제14대 헌종(獻宗, 1084~1097, 재위:1094~1095)

  - 아버지 : 고려 제15대 숙종(肅宗, 1054~1105, 재위:1095~1105)
- 외조부 : 유홍(柳洪, ?~1091)
  - 어머니 : 명의왕후(明懿王后, ?~1112)
    - 남매 : 고려 제16대 예종(睿宗, 1079~1122, 재위:1105~1122)
      - 조카 : 고려 제17대 인종(仁宗, 1109~1146, 재위:1122~1146)

    - 남매 : 상당후 왕필(上黨侯 王佖, ?~1099)
    - 남매 : 원명국사 징엄(圓明國師 澄儼, 1090~1141)
    - 남매 : 대방공 왕보(帶方公 王俌, ?~1128)
    - 남매 : 대원공 왕효(大原公 王侾, ? ~ 1170)
    - 남매 : 제안공 왕서(齊安公 王偦, ? ~ 1131)
    - 동생 : 통의후 왕교(通義侯 王僑, 1097~1119)
    - 동생 : 흥수궁주(興壽宮主, ?~1123)
    - 동생 : 안수궁주(安壽宮主, 생몰년 미상)
    - 동생 : 복녕궁주(福寧宮主, 1096~1133)
- 시조모 : 문종 제3비 인경현비(仁敬賢妃, 생몰년 미상)
  - 시아버지 : 진한공 왕유(辰韓公 王愉, ?~1099)
    - 남편 : 회안백 왕기(淮安伯 王沂, ?~1126)